# Francis Dickoh

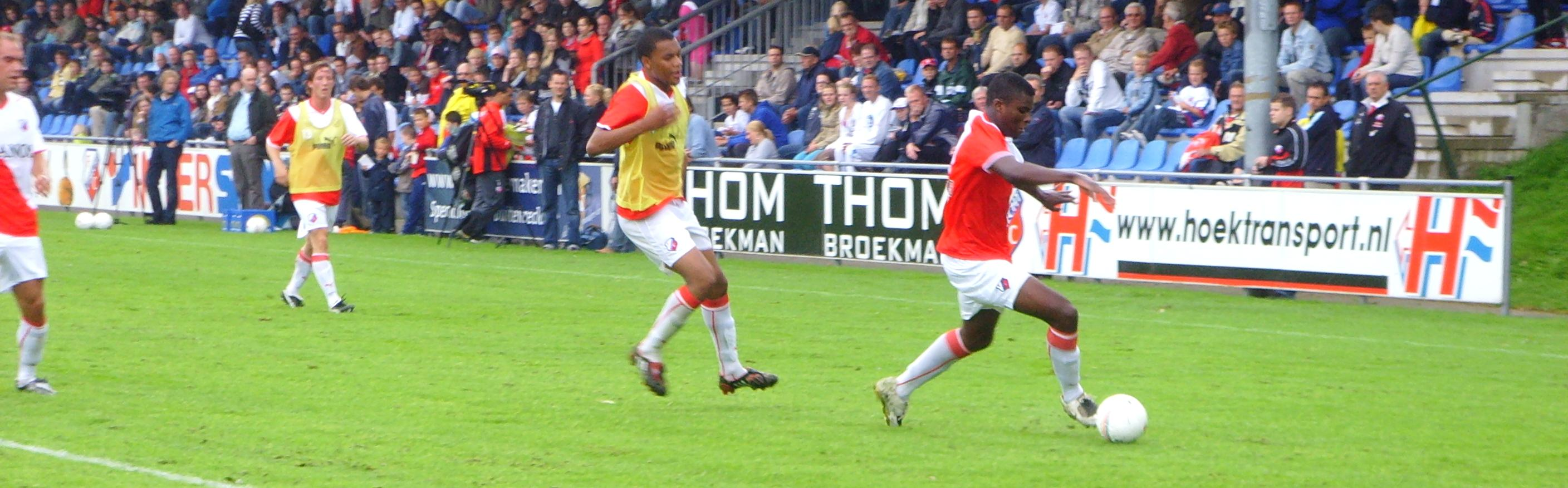

Francis Dickoh (Kopenhagen, 13 december 1982) is een Deens voormalig betaald voetballer van Ghanese afkomst die als verdediger speelde. In november 2005 debuteerde hij in het Ghanees voetbalelftal.

## Carrière

### Clubvoetbal
Dickoh begon zijn carrière bij amateurclub Boldklubben 1893, alvorens een contract te tekenen bij de Deense middenmoter FC Nordsjælland. Hij maakte zijn debuut in het betaald voetbal op 28 juli 2002, toen hij in de met 2-0 verloren uitwedstrijd tegen Aarhus GF in de basis begon. Hij werd na 62 minuten vervangen door David Rasmussen. De verdediger groeide binnen korte tijd uit tot een vaste waarde in het eerste elftal, en maakte in 2006 de overstap naar het Nederlandse FC Utrecht. Ook in de Domstad werd Dickoh snel een basisspeler, en in zijn eerste seizoen eindigde hij op de tweede plaats in de verkiezing om de David di Tommaso-trofee, achter Michel Vorm. In 2010 ging hij in Schotland bij Hibernian FC spelen en in de zomer van 2011 tekende hij een tweejarig contract bij Aris FC in Griekenland. In januari 2013 tekende hij een contract bij het Belgische Cercle Brugge tot het eind van het seizoen. Hierna speelde hij tot eind 2015 voor FC Midtjylland. In april 2016 ging Dickoh voor SønderjyskE spelen. In september van dat jaar ging hij naar Lillestrøm SK in Noorwegen. Voor die club kwam hij niet in actie en aan het einde van 2016 liep zijn contract af. Begin 2017 beëindigde Dickoh zijn loopbaan en werd aansluitend analist bij de Deense televisie.

### Interlandvoetbal
Dickoh heeft via zijn Ghanese vader naast een Deens ook een Ghanees paspoort, en kon op die manier worden opgeroepen voor het nationale elftal. Hij maakte zijn debuut op 14 november 2005 tegen Saoedi-Arabië. Sindsdien heeft de verdediger 11 wedstrijden op interlandniveau gespeeld. Hij werd echter niet opgeroepen voor het wereldkampioenschap voetbal 2006 en de Africa Cup 2008. Nadat werd bekendgemaakt dat hij voor laatstgenoemd toernooi niet bij de selectie zat, toonde de geboren Deen zich teleurgesteld in bondscoach Claude Le Roy en gaf hij aan te twijfelen over zijn positie binnen het team.

## Erelijst
FC Midtjylland
- Deens landskampioenschap

2015